# دیو (هند)
دیو (به انگلیسی: Diu) یک شهرک در هند است که در Diu district واقع شده‌است. دیو ۴۰ کیلومتر مربع مساحت و ۲۱٬۵۷۶ نفر جمعیت دارد و ۰ متر بالاتر از سطح دریا واقع شده‌است.

## خواهرخوانده
شهر لورس خواهرخواندهٔ دیو هست.